# Црква Светог Ђурђа у Книнском Пољу
Црква Светог Ђурђа је српска православна црква Епархије далматинске, која се налази на узвишењу „Синобадова главица“ у Книнском Пољу. Према расположивим изворима црква је подигнута 1468. године, као једнобродна црква засведена са полуобличастим сводом. Раније је имала звоник на преслицу, а сада на прочељу има кулу звонару. Црква поседује вредне примерке старе српске штампане књиге, као и занатски усавршене сребрне богослужбене сасуди. Иконостас је домаће израде и потиче са краја 18. или почетка 19. века, док су престоне иконе оковане сребром почетком 20. века. Парохијски дом на Синобадовој главици је једно време био породични музеј Синобада. Из те породице је било више сердара у време Млетачке републике, а у цркви је сахрањен витез Јован Синобад. Гроб Јована Синобада је у самој цркви. Претпоставља се да је првобитно био сахрањен у порти, али да је црква временом проширивана па се гроб нашао у цркви.

## Опис цркве
Црква св. Ђурђа смештена је непосредно испод највише тачке „Синобадове главице“, тако да звоником надвисује северни део Книна. Окружена је ограђеним гробљем. У непосредној близини цркве, а у оквиру гробља, налази се црквена кућа која се звала „братска кућа“. О њој се зна да је служила као школа и то је прва позната школа у Книну и у њој је као учитељ радио Доситеј Обрадовић, у каснијем периоду је служила као книнска резиденција Епископа далматинског Никодима Милаша. Није познато како је црква изгледала у време настанка, а током свог постојања је неколико пута рушена да би касније била поправљана и дограђивана. С обзиром на тај податак, у архитектонском погледу она представља слојевиту грађевину.
Садашњи изглед црква је добила 1938. године када је у целини обновљена. Тада је изграђен нови звоник, улазна порта и иконостас. За градњу звоника, који је по вертикали богато профилисан степенастим архитравима који га деле на три спрата, употребљен је камен добављен са острва Брача. Обрада камена била је поверена далматинским каменоресцима. Завршни део звоника отворен је са свих страна, са ниским кровом на четири воде на којем се налази метални крст.
Простор унутар цркве, иако невелик, задовољавао је потребе житеља Книнског Поља. Унутрашњост је скромно снабдевена. Са леве и десне стране се налазе дрвене стасидионе, седишта за старије вернике и истакнуте чланове црквеног одбора. Посебна пажња је посвећена иконостасу који је изрезбарен и оплемењен позлатом, видљиво је да је рестауриран у неколико наврата.
У цркви у Книнском Пољу је чувана икона непознатог иконописца са друге половине 17. века, из периода касног италокритског сликарства и почетка барокизације. Икона Успења Пресвете Богородице је насликана устаљеним критским ликовним језиком. Композициони препис идентично постављених елемената као и на задарској икони истог наслова, а можда и истог сликара, нешто је развијенији у горњем делу, изнад Христа и анђела у мандорли. На икони, четири лепршава анђела раширених руку носе Богородицу у слави ка небеској сфери. По свему, врло сличан призор насликао је такође познати сликар, користећи једино нешто светлији инкарнат, на икони Успење која је доспела у цркву у Шибуљини.

## Историјат
Црква светог Ђурђа је једна од најстаријих богомоља подигнутих у северној Далмацији, изузимајући манастире Крку, Крупу и Драговић. Подигнута је око 50 година пре него што су Турци освојили подручје Книнске крајине (1522). Почетком  века, територију северне Далмације су делиле Краљевина Мађарска и Млетачка република. Тек у јулу 1437. године је био склопљен мир по којем је правно утврђен млетачки и мађарски посед у Далмацији. Током овог периода који је трајао тридесетак година, све док нису почеле прве турске провале, из Босне је у Далмацију пребегао велики број Срба. Са благословом зетског митрополита Јосифа отворене су следеће православне цркве: Црква св. Николе 1446. године (Кула Атлагић), Црква св. Георгија 1456. године (Пађене), Црква св. апостола Петра и Павла 1458. (Полача) и Црква св. Стевана 1462. (Голубић). Црква светог Ђурђа је подигнута у Книнском Пољу око 1468. године, благословом истог митрополита .
Након обнављања Пећке патријаршије 1557. године, за далматинске Србе није постављен засебан епископ, него су они били подређени дабробосанском митрополиту. Као један од првих извора, на једном писму из 1573. године, дабробосански митрополит Симеон се потписао као „митрополит дабробосански, зворнички, клишки и целе Далмације”. За време дабробосанског митрополита Аксентија, освећено је његовим благословом пет нових цркава (1589—1595). Овај митрополит је долазио у цетинску крајину, а служио је архијерејску службу у цркви св. Ђурђа 1590. године на Ђурђевдан, и ту је рукоположио једног свештеника и произвео за игумана крупског, калуђера Пахомија.
Кроз историју црква је имала велику улогу у очувању православља и духовности код житеља града Книна и његове околине. Наиме, она је око себе окупљала све православне вернике, не само из Книнског Поља, већ и из шире околине, пошто је у самом граду Книну црква Покрова Пресвете Богородице подигнута тек 1866. године.
Црква је једно време била трн у оку фрањеваца са Висовца. Након ослобођења Книна од Турака 1688, католички фратри су покушали да је преузму, тврдећи да је богомоља раније припадала њиховој вери. Шибенски бискуп Калегари и Фратар Андрија Ресица су се нашли у Книну 1688. и њима су се придружила два фратра са Висовца са циљем да себи уреде парохију. С обзиром да у Книнској крајини тада није био, као ни доста година касније ниједан римокатолик, фратри су покушавали преобратити православне у своју веру. Међутим наишли су на снажан отпор и тврду веру тамошњег православног становништва, који су се свом снагом опирали нападима фратара. Фратри су ударили и на книнскопољску цркву св. Ђурђа, истичући да је раније била латинска црква. Летописи православне цркве хвале свештеника Стрвана Љубојевића у отпору книнскопољског. Он је енергично бранио права своје цркве, а са којом је био и сав народ, док се наводи се да је свештеник био решен да брани веру и оружјем.
У осамнаестом веку, након смрти епископа Саватија, управу над епархијом је преузео његов синовац архимандрит Стефан Љубибратић, кога је патријарх Мојсије са знањем далматинског млетачког провидура завладичио на Сретење 1719. Епископ Стефан је одмах почео да обилази епархију и у Книнском Пољу је одржао скупштину са свештенством ради учвршћења дисциплине и пастирске ревности.
Непуних пола века касније у црквеном дому (на слици) „братској кући“ једно време је била школа у којој је учитељовао Доситеј Обрадовић. Доситеј је провео зиму 1760/61. у Загребу учећи латински језик. Потом, одлази у Петрињу и Плашки, владици Данилу Јакшићу, који га посаветује да као учитељ у Далмацији заради трошак за пут до Русије. Крајем априла или почетком маја креће најпре у манастир Комоговину, па не нашавши тамо свештеника којег тражи, преко Велебита 15. априла 1761. је стигао у манастир Крупу, одакле га игуман упути протопопу Јовану Новаковићу у Книнско Поље. У Книнском Пољу је учио децу у „братској кући“ и том приликом, сам стиче прва знања из италијанског језика. Крајем века на дан 30. јула 1796. у цркви је одржана још једна скупштина, прва „Скупштина свих православних свештеника“ из целе Далмације, на којој је изабран нови црквени старешина (генерал-викар) Герасим Зелић, на место преминулог Никанора Богуновића.

## Страдање цркве
Црква током рата у Хрватској није претрпила већа оштећења, осим што је однесено нешто инвентара. Након рата, храм је постао мета честих напада вандала. У ноћи између 2. и 3. октобра 2006. године десио се напад вандала на храм Српске православне цркве. Током ноћи је разбијено стакло на улазним вратима у храм св. Георгија у Книну, и разбацан је грађевински материјал који је служио за обнову храма. У току наредних четири године, у цркву је неколико пута проваљивано, (7. 11. 2007. и 17. 1. 2008.) о чему је обавештена книнска полиција која је извршила увиђаје и потрагу за починиоцима. После неколико сличних напада и савета полиције, постављена су нова и јача улазна врата, али ни то није спречило вандале да развале и та врата и испретурају цели храм. Иако је догађај окарактерисан као дело из користољубља, из цркве није ништа украдено, те се претпоставља да је напад био националистичке природе. Овај догађај од 12. маја 2010. је узнемирио книнске Србе, јер се десио само неколико дана након славе храма ове древне книнске светиње и неколико дана уочи Спасовдана, који ова парохија слави као своју другу славу. Сличан инцидент се догодио и крајем јуна 2010. године, када су двојица малолетника провалила у цркву, испретурали унутрашњост и покрали новац са икона, а према саопштењу Епархије далматинске, већ су два пута починила исто дело. Провалници су у ноћи између среде и четвртка (23. на 24. јун) развалили улазна врата и испретурали унутрашњост храма. Двојица малолетника који живе у суседству храма Светог Георгија на „Синобадовој главици“ у Книну, у два наврата су у мају отворила врата цркве, претурила ормар и украла новац са икона.
Крајем септембра 2010. храм светог Ђурђа је у року од недељу дана поново два пута био мета вандала. У првом наврату уочи празника Рођења Пресвете Богородице (21. септембра) храм је проваљен и испретурана је његова унутрашњост. Након овог догађаја врата су додатно ојачана како провалници не би могли провалити. У другом наврату су уочи Крстовдана (27. септембра) исти починиоци, у немогућности да уђу у унутрашњост храма каменим блоковима покушавали развалити храмовна врата. Полиција је извршила увиђај и пронашла починиоце.